# Bazoches-sur-Hoëne
Bazoches-sur-Hoëne è un comune francese di 955 abitanti situato nel dipartimento dell'Orne nella regione della Normandia.

## Società

### Evoluzione demografica
Abitanti censiti